# Phytomyptera pamirica
Phytomyptera pamirica là một loài ruồi trong họ Tachinidae.